# ラームカムヘーン大王碑文

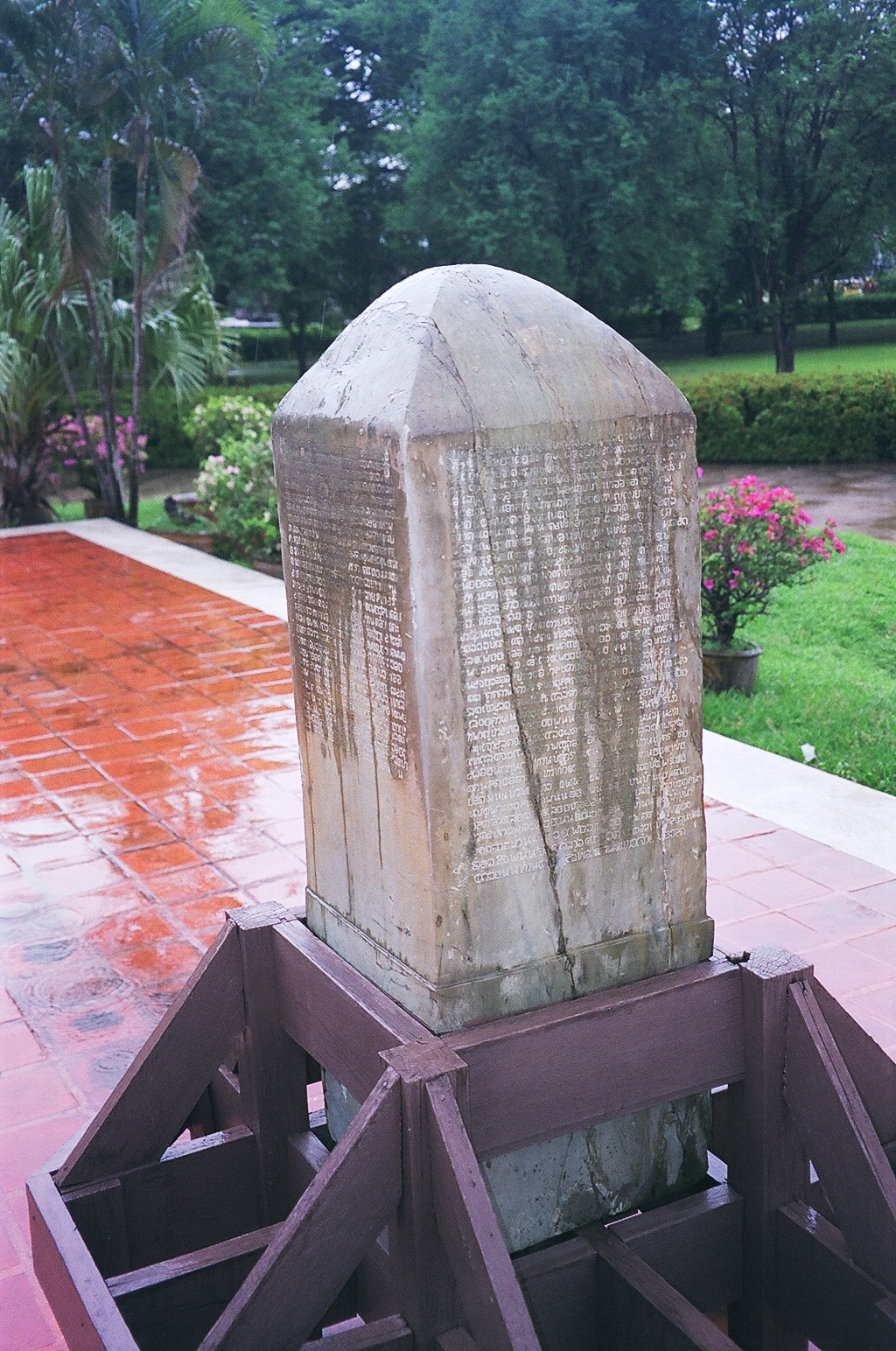
ラームカムヘーン大王碑文（スコータイ歴史公園にあるレプリカ）

ラームカムヘーン大王碑文（ラームカムヘーンだいおうひぶん、タイ語: ศิลาจารึกพ่อขุนรามคำแหง）は、13-15世紀のタイ王朝スコータイの王ラームカムヘーンによって作られたとされる碑文である。1833年に、即位前で出家中であったラーマ4世（モンクット）がスコータイ旧市街から発見したものとされる。ラーマ4世はこの後、この碑文の解読を行い広く知られるようになった。2003年には、ユネスコの『世界の記憶』遺産に登録されている。

## 概要
内容はスコータイが資源に富み、商人には税が課せられない理想的な国家であったことが説明され、王自身が住民と直接接し、裁判が行われた様子や、問題を解決していた様子などが描かれている。碑文に描かれたこの内容は、当時の様相を伝える貴重な一次資料として、歴史学的に重視されている。
文体は、所々韻が踏まれているものの、重厚さがなく、凝った形式のない散文であり、読むものに素朴な印象を懐かせるものである。口語が使われており、非常に分かりやすい文体であることから、タイでは国語教科書が材を取ることが多い。
一方で1986年以降、発見者であり解読者であるラーマ4世による捏造疑惑も浮上している。当時東南アジアで使われていた文字はいずれも子音の上下左右に母音が置かれる形式であったが、この碑文で使われているラームカムヘーン文字のみ上下に母音が使われず、前後に使われているからである。その後のスコータイ王リタイによるリタイ文字では早々、周辺の民族の文字と同様に母音を上下に置く形式が使われていることなどから、碑文の文字がスコータイ時代に実在していたかどうかが怪しまれている。これらのことから一部の学者は、「ラーマ4世時代のタイ（当時シャム）は列強の脅威（領土喪失の危機）を感じ取り、ラーマ4世が西洋の表記法により近いタイ文字を作成することによって、西洋にタイの文明の高さを見せつけようとした」という説を唱えている。